# استیون آرتور جنینگز
استیون آرتور جنینگز (به انگلیسی: Stephen Arthur Jennings) (زاده ۱۱ می ۱۹۱۵ در والتامستون-درگذشته ۲ فوریه ۱۹۷۹) ریاضیدان اهل انگلستان بود.
وی دستاوردهای مهمی در زمینه نظریهٔ نمایش گروه‌های پیمانه‌ای داشت. استاد وی در دوره دکتری ریشارد براوئر بود. او توانست بورس تحصیلی‌ای به دست بیاورد و سپس به کانادا نقل مکان کرد و به دانشگاه تورنتو رفت. او همچنین جوان‌ترین فردی تا زمان خودش بود که در کانادا به درجهٔ استادی رسیده است. استیون همچنین رئیس بخش تحصیلات تکمیلی و نیز مدتی رئیس بخش ریاضی دانشگاه ویکتوریا بود.